# Dryadella cuspidata
Dryadella cuspidata är en orkidéart som beskrevs av Carlyle August Luer och Alexander Charles Hirtz. Dryadella cuspidata ingår i släktet Dryadella och familjen orkidéer. Inga underarter finns listade i Catalogue of Life.